# Asta Graah Bolander
Asta Graah Bolander (Oslo, 4 de febrero de 1861 en Christiania, fallecida el 1 de marzo de 1946) fue una autora y dramaturga noruega que escribió obras de teatro, relatos y prosa factual.

## Familia
Asta Bolander era hija del empresario e industrial danés Knud Graah (1817-1909) y de Helene Marie Conradi (1837-1866, hija del profesor Andreas Christian Conradi). El 21 de noviembre de 1889 se casó en la Iglesia de la Trinidad con el vicecónsul y comerciante mayorista en Gotemburgo, Carl Gustaf Bolander.

## Vida y obra
Asta Bolander debutó en 1890 con el drama Folk, una obra de teatro en tres actos que ese mismo año se presentó diez veces en el Teatro de Christiania, donde Constance Bruun se destacó en el papel principal. La trama de esta obra se sitúa en la misma aristocracia financiera de Christiania a la que ella pertenecía. Bolander donó parte de su honorario como escritora al fondo de pensiones del teatro. Folk también se publicó en sueco y se estrenó en 1891 en el Stora Teatern de Gotemburgo.
En sus últimas publicaciones, Bolander transmitió su conocimiento sobre el Renacimiento italiano. También dio conferencias sobre las condiciones políticas y artísticas en Florencia. Abordó este tema con más detalle en el artículo Lorenzo Ghiberti y los portones de bronce en el baptisterio de Florencia, que se publicó en Guldsmedkunst en 1924.
La carrera literaria de Asta Bolander abarcó cuarenta años, y a pesar de su modesta producción, exploró varios géneros a lo largo de su trayectoria.